# Greene (Maine)
Greene ist eine Town im Androscoggin County des Bundesstaates Maine in den Vereinigten Staaten. In Greene leben 4376 Einwohner in 1958 Haushalten auf einer Fläche von 91,1 km² (Stand: Volkszählung 2020).

## Geographie
Nach dem United States Census Bureau hat Greene eine Gesamtfläche von 91,14 km², von der 83,60 km² Land sind und 7,54 km² aus Gewässern bestehen.
Greene liegt im stark bewaldeten Hügelland des südlichen Maine. Wichtige Erhebungen sind Clarke Mountain (208 m), Merrill Hill (204 m) und Little Sabbatus Mountain (160 m). An der westlichen Grenze der Town fließt der Androscoggin River, einige kleinere Wasserläufe fließen in verschiedenen Richtungen durch die Gemeinde, münden aber, zum Teil nach erheblichen Umwegen, alle im Androscoggin River. Einige größere Seen (Allen Pond, Berry Pond, Little Sabbatus Pond etc.) liegen ebenfalls auf dem Gebiet der Town. 

### Nachbargemeinden
Alle Entfernungen sind als Luftlinien zwischen den offiziellen Koordinaten der Orte aus der Volkszählung 2010 angegeben.
- Norden: Leeds, 4,2 km
- Nordosten: Monmouth, 14,6 km
- Osten: Wales, 10,8 km
- Südosten: Sabattus, 8,7 km
- Süden: Lewiston, 4,8 km
- Südwesten: Auburn, 12,3 km
- Westen: Turner, 11,8 km

### Stadtgliederung
In Green gibt es mehrere Siedlungsbereiche, Alta (Standort eines ehemaligen Postamtes, eingerichtet 1900), East Greene (Standort eines ehemaligen Postamtes), Foggs Corner, Greene (Greene Village), Greene Corner (Greene Corners), Greene Depot (Standort eines ehemaligen Postamtes), Nason Beach, North Greene (Standort eines ehemaligen Postamtes) und Sprague Mill.

### Klima
Die mittlere Durchschnittstemperatur in Greene liegt zwischen −6,7 °C (20° Fahrenheit) im Januar und 21,7 °C (71° Fahrenheit) im Juli. Die Schneefälle zwischen Oktober und Mai liegen mit bis zu 0,5 Metern als Spitzenwert im Januar etwa doppelt so hoch wie die mittlere Schneehöhe in den USA. Die tägliche Sonnenscheindauer liegt im Sommer am unteren Rand des Wertespektrums der USA, im Winter im Mittelfeld.

## Geschichte
Greene, damals noch ein Teil der Town Lewiston, wurde bereits ab 1773 besiedelt, aber erst am 18. Juni 1788 als eigenständige Town ausgerufen. Am 22. März 1843 wurde ein Teil, das heutige Wales, ausgegliedert. Am 20. April 1852 wurde ein Teilgebiet in die Verwaltung Lewistons zurückgegeben; am 7. Februar 1895 wurde ein weiterer Teil an die Town Sabattus (damals Webster) abgegeben.

### Einwohnerentwicklung
| Volkszählungsergebnisse – Town of Green, Maine | Volkszählungsergebnisse – Town of Green, Maine | Volkszählungsergebnisse – Town of Green, Maine | Volkszählungsergebnisse – Town of Green, Maine | Volkszählungsergebnisse – Town of Green, Maine | Volkszählungsergebnisse – Town of Green, Maine | Volkszählungsergebnisse – Town of Green, Maine | Volkszählungsergebnisse – Town of Green, Maine | Volkszählungsergebnisse – Town of Green, Maine | Volkszählungsergebnisse – Town of Green, Maine | Volkszählungsergebnisse – Town of Green, Maine |
| Jahr                                           | 1700                                           | 1710                                           | 1720                                           | 1730                                           | 1740                                           | 1750                                           | 1760                                           | 1770                                           | 1780                                           | 1790                                           |
| ---------------------------------------------- | ---------------------------------------------- | ---------------------------------------------- | ---------------------------------------------- | ---------------------------------------------- | ---------------------------------------------- | ---------------------------------------------- | ---------------------------------------------- | ---------------------------------------------- | ---------------------------------------------- | ---------------------------------------------- |
| Einwohner                                      |                                                |                                                |                                                |                                                |                                                |                                                |                                                |                                                |                                                | 375                                            |
| Jahr                                           | 1800                                           | 1810                                           | 1820                                           | 1830                                           | 1840                                           | 1850                                           | 1860                                           | 1870                                           | 1880                                           | 1890                                           |
| Einwohner                                      | 933                                            | 1277                                           | 1309                                           | 1324                                           | 1406                                           | 1348                                           | 1224                                           | 1094                                           | 999                                            | 885                                            |
| Jahr                                           | 1900                                           | 1910                                           | 1920                                           | 1930                                           | 1940                                           | 1950                                           | 1960                                           | 1970                                           | 1980                                           | 1990                                           |
| Einwohner                                      | 1230                                           | 773                                            | 670                                            | 784                                            | 865                                            | 974                                            | 1226                                           | 1772                                           | 3037                                           | 3661                                           |
| Jahr                                           | 2000                                           | 2010                                           | 2020                                           | 2030                                           | 2040                                           | 2050                                           | 2060                                           | 2070                                           | 2080                                           | 2090                                           |
| Einwohner                                      | 4076                                           | 4350                                           | 4376                                           |                                                |                                                |                                                |                                                |                                                |                                                |                                                |

## Wirtschaft und Infrastruktur
Wichtigster Erwerbszweig in Greene ist die Gesundheitspflege (Stand 2015), mehr als 13 % aller Erwerbstätigen sind dieser Berufsgruppe zuzuordnen: 309 Personen gesamt, davon 276 Frauen (89,3 %). Danach folgen Baugewerke (8,3 %) und öffentliche Verwaltung (6,2 %).

### Verkehr
Wichtigster Verkehrsanschluss der Gemeinde ist die U.S. Highway 202, die sie mit Lewiston im Südwesten und Augusta im Nordosten verbindet. Ein kleiner Verkehrsflughafen mit einem Runway, der Rocky Ridge Airport, steht kleinen Privatmaschinen zur Verfügung; ein internationaler Flughafen findet sich in Augusta.
Die Bahnstrecke Cumberland Center–Bangor, betrieben von Pan Am Railways, führt durch die Stadt und bedient den Güterverkehr; ein früher bestehender Personenbahnhof ist stillgelegt.

### Öffentliche Einrichtungen
Neben der unten angeführten Grundschule und einer öffentlichen Bibliothek mit mehr als 12.000 Bänden, der Julia Adams Morse Memorial Library, befindet sich das öffentliche Krankenhaus der Umgebung, das Green Acres Major, mit 59 Betten in Greene.

### Bildung
Green gehört mit Leeds und Turner zum Schulbezirk Maine School Administrative District 52. In Green gibt es eine öffentliche, sechszügige Grundschule mit vorgelagertem Kindergarten, die Greene Central School. Für weiterführende Schulen müssen umliegende Gemeinden, insbesondere Lewingston, angefahren werden. Die nächstgelegenen Colleges sind in Standish und South Portland zu finden, die University of Maine bietet Studienplätze in Augusta und Farmington an.

## Persönlichkeiten

### Söhne und Töchter der Stadt
- James Bates (1789–1882), Politiker und Vertreter des Bundesstaates Maine im US-Repräsentantenhaus

### Persönlichkeiten, die vor Ort gewirkt haben
- Scott Lessard (* 1985), Biathlet und Skilangläufer; lebt in Greene.